# Hammer Heads
Hammer Heads — це аркадна гра, схожа на Whac-A-Mole. Його розробляє Nuclide Games і розповсюджує PopCap Games.

## Ігровий процес
Мета гри — розбити гномів, що вилітають з отворів в ігровій зоні. Гравець керує молотом за допомогою миші, а натискання на гномів зменшує їхні серця, які відображаються внизу гнома, залежно від потужності молота. Стандартний молот забирає одне серце, але більш потужні молотки можна купити в магазині. У грі є різні гноми, з різним рівнем здоров'я і характеристиками. Потрібно бути обережним, щоб не натискати на пастки, такі як бомби. Гравець починає з п'ятьма сердечками, кількість яких зменшується, коли промахується клацання, втікає гном або активується пастка. Їх можна відновити, натиснувши на серця, які випали з гномів, або придбавши їх у магазині. Якщо гравець вдарить предмет (наприклад, змію чи роликові ковзани) на фоні, буде нараховано 500 балів. Максимальну кількість сердечок також можна зібрати, зробивши покупку в магазині. Якщо всі серця закінчаться, гра закінчена.
Починаючи з п'ятого рівня (шостого у версії Deluxe), магазин починає з'являтися з дірок. Якщо натиснути, гравець переходить на новий екран, де він може купити кілька речей, наприклад молотки, серця та інші бонуси. Монети використовуються для покупки предметів у магазині. Існують різні способи отримання монет, наприклад підбирання їх, коли гноми залишають себе позаду, завершення бонусного раунду або перемога над певними гномами та/або певним чином.

## Делюкс версія
Розкішна версія Hammer Heads включає систему контрольних точок для звичайного класичного режиму. Якщо гравець втрачає всі черви, він/вона може продовжити з певного рівня. Нова контрольна точка доступна кожні п'ять рівнів. Якщо гравець виходить з гри, прогрес призупиняється, і гравець може продовжити саме з того місця, з якого він/вона почав. Hammer Heads Deluxe також включає марафонський режим, який схожий на класичний режим, однак гравцеві не надаються контрольні точки, і гра може тривати нескінченно. Hammer Heads Deluxe має систему трофеїв, подібну до Chuzzle Deluxe. Коли певна мета досягнута, трофей отримується та додається до кімнати трофеїв, де гравець може перевірити зароблені трофеї, а також дізнатися, як заробити решту. У кінці також є ворог-бос під назвою «Король Глобус» із 3000 очок життя. Перемога над босом відкриває опцію «Tough Cookie» з вищим рівнем складності.
PopCap пропонує безкоштовну онлайн-версію на своєму сайті. Вона більш обмежена, ніж версія Deluxe, яку можна завантажити як безкоштовну пробну версію протягом однієї години. Після закінчення години гравець повинен придбати гру.